# Jean-Louis Lalanne
Pour les articles homonymes, voir Lalanne.
Jean-Louis Lalanne (né le 12 juillet 1954 à Dax dans les Landes et mort le 1er janvier 2025 à Pontonx-sur-l'Adour dans les Landes,) est un joueur de football français, qui joue au poste de défenseur latéral droit.

## Biographie

### Carrière
Jean-Louis Lalanne joue principalement en faveur des Girondins de Bordeaux et de l'AS Libourne.
Avec les Girondins, il dispute 67 matchs en Division 1, marquant trois buts.